# Pierre Denis (musicien)
 (août 2025).
Si vous disposez d'ouvrages ou d'articles de référence ou si vous connaissez des sites web de qualité traitant du thème abordé ici, merci de compléter l'article en donnant les références utiles à sa vérifiabilité et en les liant à la section « Notes et références ».
Pour les articles homonymes, voir Pierre Denis et Denis.
Pierre Denis, également connu avec son prénom italianisé Pietro Denis, né en 1720 et décédé en 1790, est un compositeur et mandoliniste français.

## Ouvrages

### Recueils de musique
- Pierre Denis, Recueil de 12 petits airs de chants connus, les plus à la mode avec deux différens accompagnemens de Mandoline, pour ceux qui voudront s'accompagner, [sd] (BNF 44904688, lire en ligne)
- Pierre Denis, Troisième Recueil de petits airs de chants les plus nouveaux de la comédie Italienne, [sd] (BNF 44904690, lire en ligne)

### Méthodes de musique
- (la + de + en + fr) Johann Joseph Fux, Gradus ad Parnassum, Vienna, Johann Peter van Ghelen (de), 1725 (lire en ligne) (comprend la traduction en français par Pietro Denis, sous le titre : « Traité de Compoſition Musicale fait par le Célèbre FUX ».
- Traité des agrémens de la musique, contenant l'origine de la petite note, sa valeur… toutes les différentes espèces de cadences… le tremblement et le mordant… les modes ou agrémens naturels, les modes artificiels… la manière de former un point d'orgue, Paris, 1771, 94 p. (BNF 31435153, lire en ligne) (traduit de l'italien par le père Pietro Denis), à compte d'auteur)
- Pierre Denis, Méthode pour apprendre a jouer de la Mandoline sans Maître, Paris (BNF 44904685, lire en ligne)
- Pierre Denis, Seconde partie de la méthode pour apprendre a jouer de la Mandoline sans Maître (BNF 44904686, lire en ligne)

### Nouvelles éditions
- Monique Rollin, Gradus ad Parnassum : Traité de composition musicale de Johann Joseph Fux. Traduction française de Pierre Denis vers 1773, CNRS éditions, 348 p. (EAN 9782271054661) (comprend la traduction en français par Pietro Denis, sous le titre : « Traité de Compoſition Musicale fait par le Célèbre FUX ».
- Méthode raisonnée pour passer du violon à la mandoline et de l'archet à la plume — Pietro Leone, Giovanni Fouchetti, Denis Pietro, Genève, Minkoff, 1983, 135 p. (ISBN 2-8266-0702-2)

## Enregistrement
- Sylivie Pécot-Douatte et Christian Schneider, Mandoline galante. Maîtres napolitains au XVIIIe siècle, Calliope, 2000.[3] (BNF 39053496)